# レイフ・エリクソンデー
レイフ・エリクソンデー（英:Leif Erikson Day）は、アメリカ合衆国の記念日、祝日。毎年10月9日。

## 概要
西暦1000年頃にアメリカ大陸にヨーロッパ人として初めて到達したとされる、ヴァイキングのレイフ・エリクソンのアメリカ大陸到達を祝う日である。現在は連邦政府の祝日であり、徐々に浸透してきている。ただし、クリストファー・コロンブスのアメリカ大陸到達を祝うコロンブス・デーよりは知名度は低い。

## 歴史
1930年代から多くの議員がレイフ・エリクソンデーを作るための法案を提出したが、可決されなかった。しかし、1964年に、ミネソタ州選出の下院議員、ジョン・ブラトニック(英語版)によって提出された案が議院を通過し、当時のジョンソン大統領によって、レイフ・エリクソン・デーが宣言された。また、現在はカナダでもアルバータ州や、プリンスエドワード島などで記念行事が行われている。